# گلوکان
گلوکان (انگلیسی: Glucan) ملکولی چندقندی متشکل از مونومرهای D- گلوکز است  که توسط پیوند گلیکوزیدی به هم متصل هستند.
بسیاری از بتا-گلوکان‌ها از لحاظ پزشکی حاوی اهمیت‌اند. مثلاً بتاگلوکان دیوارهٔ قارچ‌ها، هدف دارویی برای اکینوکاندین‌ها هستند.

## انواع

### آلفا
- دکستران
- نشاسته فلوریدی
- گلیکوژن
- پولولان
- نشاسته

### بتا
- سلولز
- کریسول‌آمینارین
- کوردلان
- لامینارین
- لنتینان
- لیکنین
- بتا-گلوکان جو دو سر
- پلوران
- زایموزان